# Monika Žáková (herečka)
Monika Žáková (* 30. prosince 1963 Praha) je česká herečka, dabérka a zpěvačka.

## Život
Absolvovala pražskou DAMU (u Jany Hlaváčové), hostovala v divadlech Rokoku, Semaforu a ve Vinohradském divadle. Jako zpěvačka vystupovala s romským folklorním souborem Romo Rossiana, sólově pak s klezmerovými hudebními skupinami Chesed (Chesed Veemet) a Marion. Od počátku 90. let působí především v dabingu.

## Filmografie
- Comeback (TV seriál, 2008) – Tomiho fanynka
- Kriminálka Anděl (TV seriál, 2008)
- Rudá divuše (TV pohádka, 1991)
- Tichá bolest (1990)
- Pražský student (TV seriál, 1990)
- Muka obraznosti (1989) – Stázi
- O princi, který měl smůlu (TV pohádka, 1989) – společnice princezny
- Chlapci a chlapi (TV seriál, 1988) – Zuzana, přítelkyně Baláže, učitelka MŠ
- Rodáci (TV seriál, 1988)
- Bylo nás šest (TV seriál, 1985) – Radka Holečková[2]
- Jára Cimrman ležící, spící (1983)

(kde není role určena = epizodní role)

### TV zpracování oper a operet
- Vanda (1991)
- Most pro Kláru
- Giroflé-Giroflá (1991)

### Dabing
- role Sharon Stoneové (např. filmy Základní instinkt, Rychlejší než smrt…)
- televizní seriály Červený trpaslík (postava Kristýna Kochanská), Ally McBealová (postava Renée Raddicková), Melrose Place, Lovci pokladů…